# Pseudanthias rubrizonatus
Pseudanthias rubrizonatus là một loài cá biển thuộc chi Pseudanthias trong họ Cá mú. Loài này được mô tả lần đầu tiên vào năm 1983.

## Phân bố và môi trường sống
P. rubrizonatus có phạm vi phân bố ở Tây Thái Bình Dương. Loài này được tìm thấy từ phía nam Nhật Bản trải dài đến bờ đông của Úc (bao gồm cả rạn san hô Great Barrier); và từ biển Andaman, băng qua gần khắp quần đảo Mã Lai (ngoại trừ phía đông đảo Sumatra và đảo Borneo) đến các quần đảo thuộc Melanesia. Tại Việt Nam, loài này xuất hiện từ Quảng Nam trở vào Vũng Tàu, và cũng có mặt tại quần đảo Trường Sa và quần đảo Hoàng Sa. Chúng sống xung quanh các rạn san hô ở độ sâu khoảng từ 3 đến 152 m.

## Mô tả
P. rubrizonatus có chiều dài cơ thể lớn nhất được ghi nhận là 12 cm. Cá trưởng thành có một đường sọc màu tím nhạt từ mõm hướng xuống gốc vây ngực. Vây đuôi xẻ thùy, có viền màu xanh tím với dải màu đỏ sát rìa. Cá đực có thân trước màu hồng tím đến hồng cam, thân sau màu vàng tươi; một mảng đốm màu đỏ thẫm chia tách 2 khoảng màu. Cá mái có màu đỏ hồng; trắng hơn ở bụng, ngực và cằm. Chóp thùy đuôi có màu đỏ. Cá mái rất giống với loài Pseudanthias hypselosoma, ngoại trừ việc không có vòng mắt màu tím sẫm, và rìa vây lưng và vây hậu môn nhọn hơn P. hypselosoma.
Số gai ở vây lưng: 10; Số tia vây mềm ở vây lưng: 16; Số gai ở vây hậu môn: 3; Số tia vây mềm ở vây hậu môn: 7; Số gai ở vây bụng: 1; Số tia vây mềm ở vây bụng: 5; Số tia vây mềm ở vây ngực: 18 - 20.